# Ambulocetidae
Die Ambulocetidae sind eine Gruppe ausgestorbener Vorfahren der Wale. Zu ihnen zählen die Gattungen Ambulocetus, Gandakasia und Himalayacetus. Während die erste durch den Schädel, die Zähne und den größten Teil des übrigen Skeletts bekannt ist, sind von den letzten beiden nur Zähne und Kieferfragmente fossil überliefert worden.
Diese Urwale waren schon gut an ein Leben im Wasser angepasst, konnten sich aber auch noch an Land fortbewegen. In ihrer Lebensweise und der Art der Fortbewegung könnten sie mit den heutigen Ottern, teilweise aber aufgrund ihrer besonderen anatomischen Merkmale auch mit Krokodilen verglichen werden.
Siehe auch: Pakicetidae, Basilosaurus, Dorudontidae

## Gattungen
- Ambulocetus Thewissen et al., 1994
- Gandakasia Dehm & Oettingen-Spielberg, 1958
- Himalayacetus Bajpai & Gingerich, 1998

Siehe auch: Dorudontidae, Basilosaurus, Pakicetidae